# Jogos do Sudeste Asiático de 2001
Os Jogos do Sudeste Asiático de 2001 foram a 21ª edição do evento multiesportivo, realizado na cidade de Kuala Lumpur, na Malásia, entre os dias 8 e 17 de setembro.

## Países participantes
Dez países participaram do evento:
- Brunei
- Camboja
- Laos
- Tailândia
- Myanmar
- Malásia
- Singapura
- Indonésia
- Filipinas
- Vietname
- Timor-Leste

## Modalidades
Foram disputadas 32 modalidades nesta edição dos Jogos:
| - Atletismo - Badminton - Barco Dragão - Basquete - Bilhar - Boliche - Boxe - Caratê | - Ciclismo - Esgrima - Esportes aquáticos - Futebol - Ginástica - Golf - Hipismo - Hóquei sobre grama | - Judô - Levantamento de peso - Luge - Petanca - Remo - Sepaktakraw - Silat - Squash | - Taekwondo - Tênis - Tênis de mesa - Tiro - Tiro com arco - Vela - Vôlei - Wushu |

- Nota: de acordo com o site oficial do evento, o luge e o barco dragão não foram disputados. Em seus lugares, o site aponta lawn bowls e netball[2]

## Quadro de medalhas
País sede destacado.
| Ordem | País      | Medalha de ouro | Medalha de prata | Medalha de bronze |       |
| ----- | --------- | --------------- | ---------------- | ----------------- | ----- |
| 1     | Malásia   | 111             | 75               | 85                | 271   |
| 2     | Tailândia | 103             | 86               | 89                | 278   |
| 3     | Indonésia | 72              | 74               | 80                | 226   |
| 4     | Vietname  | 33              | 35               | 64                | 132   |
| 5     | Filipinas | 30              | 66               | 67                | 163   |
| 6     | Singapura | 22              | 31               | 42                | 95    |
| 7     | Myanmar   | 19              | 14               | 53                | 86    |
| 8     | Laos      | 1               | 3                | 7                 | 11    |
| 9     | Camboja   | 1               | 1                | 5                 | 7     |
| 10    | Brunei    |                 | 5                | 6                 | 11    |
| TOTAL | TOTAL     | 392             | 390              | 498               | 1 280 |